# الطريق الأوروبي E52
الطريق الأوروبي E52 هو طريق من شبكة الطرق الأوروبية الدولية. يبدأ في ستراسبورغ بفرنسا وينتهي في سالزبورغ بالنمسا.